# Beckerina neotropica
Beckerina neotropica är en tvåvingeart som beskrevs av Charles Thomas Brues 1919. Beckerina neotropica ingår i släktet Beckerina och familjen puckelflugor. Inga underarter finns listade i Catalogue of Life.